# Seznam mostů v Mostaru
Toto je seznam mostů, které se nacházejí v jihobosenskohercegovinském městě Mostar. Nejznámějším z nich je jistě Stari most, stojí se zde ale velké množství dalších. Jen málo měst v zemi má takový počet mostů, hlavně díky tomu, že město se táhne podél řeky Neretvy mnoho km.

## Mosty v centru města
- Avijatičarský most
- most Hasana Brkiće (též Tekijský most)
- Most Mujagy Komadina (též Lučki most)
- Stari most
- Bunurski most
- Most Josipa Broze Tita (též Most Musala)
- Carinski most
- Železniční most

## Mosty v rurální (okrajové) oblasti Mostaru
- Jižní most
- Most Potoci-Vojno
- Drežnický most
- Most Begiće i Begoviće